# Garfield a Paradicsomban
A Garfield a Paradicsomban, RTL-es szinkronban: Garfield és barátai: Kirándulás a Paradicsomban (eredeti cím: Garfield in Paradise) 1986-ban bemutatott amerikai rajzfilm, amely a Garfield-sorozat ötödik része. Az animációs játékfilm rendezője és producere Phil Roman. A forgatókönyvet Jim Davis írta, a zenéjét Ed Bogas és Desirée Goyette szerezte. A tévéfilm a Film Roman Productions és a United Media Productions gyártásában készült.
Amerikában 1986. május 27-én a CBS sugározta. Magyarországon két szinkronos változat is készült belőle, amelyekből az elsőt az MTV2-n 1993. április 16-án, a másodikat az RTL Klubon 2010. november 7-én vetítették le a televízióban.

## Cselekmény
Jon és Garfield nyaralásra indulnak egy paradicsomi szigetre - legalábbis ez az ígérete az olcsó szállásnak, ahová tartanak. Az érkezéskor döbbennek rá, hogy a szállásuk lepukkant, a medencében egyáltalán nincs víz, és a tengerpart is kilométerekre van. Ráadásul Odie is elrejtőzött a csomagjaik között, így most ő is velük van. Jon rájön, hogy nincsenek helyhez kötve, bejárhatják az egész szigetet, ezért aztán bérelnek egy Chevrolet Bel Air típusú oldtimer autót, amivel lemennek a tengerpartra. Amikor Garfieldék megunják a vizet, elindulnának kocsikázni, csakhogy az autó váratlanul felgyorsít, majd a dzsungelbe kanyarodik, ahol egy bennszülött törzs faluja előtt áll meg. Az emberek váratlanul hajlongani kezdenek az autó előtt, majd a törzsfőnök (a Nagy Ráma-Láma) fogadja őket. Mint kiderül, jól beszélik az angolt, mert "sok strandfilmet néztek", és magukat ding-dongoknak hívják. 1957-ben ellátogatott hozzájuk egy James Dean-re és Fonzie-ra emlékeztető ma már mitikus alak az autójával, és elhozta nekik az 1950-es évek popkultúráját. Végül pedig amikor a közeli vulkán kitörni készült, feláldozta magát és az autójával belevetette magát a kráterba, megbékítve azt. A falusiak most azt hiszik, hogy ugyanaz az autó tért vissza.
Jon és Garfield egy romantikus napot töltenek el a törzsfőnök lányával, Owoodával és macskájával, Mai-Tai-jal. Eközben a törzsfőnök utasítja a falu bolondját, Mukit, hogy javítsa meg az autót, Odie segítségével. Közben a vulkán újra kitör, és Owooda azt mondja, hogy fel kell áldoznia magát és Mai Tai-t, hogy megbékítse azt. A vulkánnak azonban nem kell a lány és a macska, hanem a sámán szerint a kocsit akarja, éspedig ha nem kapja meg fél percen belül, felrobbantja az egész szigetet. Az autó váratlanul megjavul, amikor Odie ráüt egyet a kalapácsával, majd elindulnak a vulkán felé. Az autó bezuhan a vulkánba, amely ettől láthatóan megnyugszik. Mindenki halottnak hiszi Mukit és Odie-t, ők azonban végül kimásznak, és hősként ünneplik őket.

## Szereplők
| Szereplő             | Eredeti hang    | Magyar hang        | Magyar hang       |
| Szereplő             | Eredeti hang    | MTV2 (1993)        | RTL Klub (2010)   |
| -------------------- | --------------- | ------------------ | ----------------- |
| Garfield             | Lorenzo Music   | Kerekes József     | Kerekes József    |
| Jon Arbuckle         | Thom Huge       | Pusztaszeri Kornél | Czvetkó Sándor    |
| Odie (Ubul)          | Gregg Berger    | Szűcs Sándor       | saját hangján     |
| Pigeon (Galamb)      | Gregg Berger    | Sztarenki Pál      | Király Adrián     |
| Macska hangosbemondó | Gregg Berger    | Wohlmuth István    | Imre István       |
| Muki (Majom)         | Nino Tempo      | Wohlmuth István    | Pipó László       |
| Törzsfőnök           | Wolfman Jack    | Várkonyi András    | Kajtár Róbert     |
| Owooda               | Desirée Goyette | Koffler Gizi       | Sági Tímea        |
| Mai-Tai              | Julie Payne     | Kiss Erika         | Sipos Eszter Anna |
| Utaskísérő nő        | Julie Payne     | Dudás Eszter       | Mezei Kitty       |
| Hotel portás         | Frank Nelson    | Orosz István       | Katona Zoltán     |
| Autókereskedő        | Frank Nelson    | Lukácsi József     | Katona Zoltán     |

## Szinkronstábok
| Beosztás              | 1993                                | 2010             |
| --------------------- | ----------------------------------- | ---------------- |
| Felolvasó             | Kertész Zsuzsa                      | Korbuly Péter    |
| Magyar szöveg         | Bálint Ágnes                        | Borsiczky Péter  |
| Hangmérnök            | Solymosi Ákos                       | Hidvégi Csaba    |
| Rendezőasszisztens    | Rónai Rita                          | Száz Andrea      |
| Vágó                  | –                                   | Horváth István   |
| Gyártásvezető         | Vácz Zsuzsanna                      | Mészáros Szilvia |
| Technikai munkatársak | Áhel László Katona István           | –                |
| Szinkronrendező       | Szalay Éva                          | Ullmann Gábor    |
| Producer              | –                                   | Kovács Zsolt     |
| Szinkronstúdió        | Syinthrate                          | Szinkron Systems |
| Közreműködő           | Demjén Imre vállalkozása Viton Kft. | –                |
| Megrendelő            | MTV2                                | RTL Klub         |

## Betétdalok
| Dal                             | Előadó                            |
| ------------------------------- | --------------------------------- |
| Inversion Layer Airlines Jingle | Desirée Goyette                   |
| Hello, Hawaii                   | Lou Rawls Desirée Goyette         |
| Beauty and the Beach            | Thom Huge Lorenzo Music Lou Rawls |
| When I Saw You                  | Thom Huge Desirée Goyette         |